# Мане, Карлуш
Ка́рлуш Мануэ́л Кардо́зу Мане́ (порт. Carlos Manuel Cardoso Mané; род. 11 марта 1994, Лиссабон) — бисау-гвинейский и португальский футболист, полузащитник клуба «Кайсериспор» и сборной Гвинеи-Бисау. Участник Олимпийских игр 2016 года в Рио-де-Жанейро.

## Клубная карьера

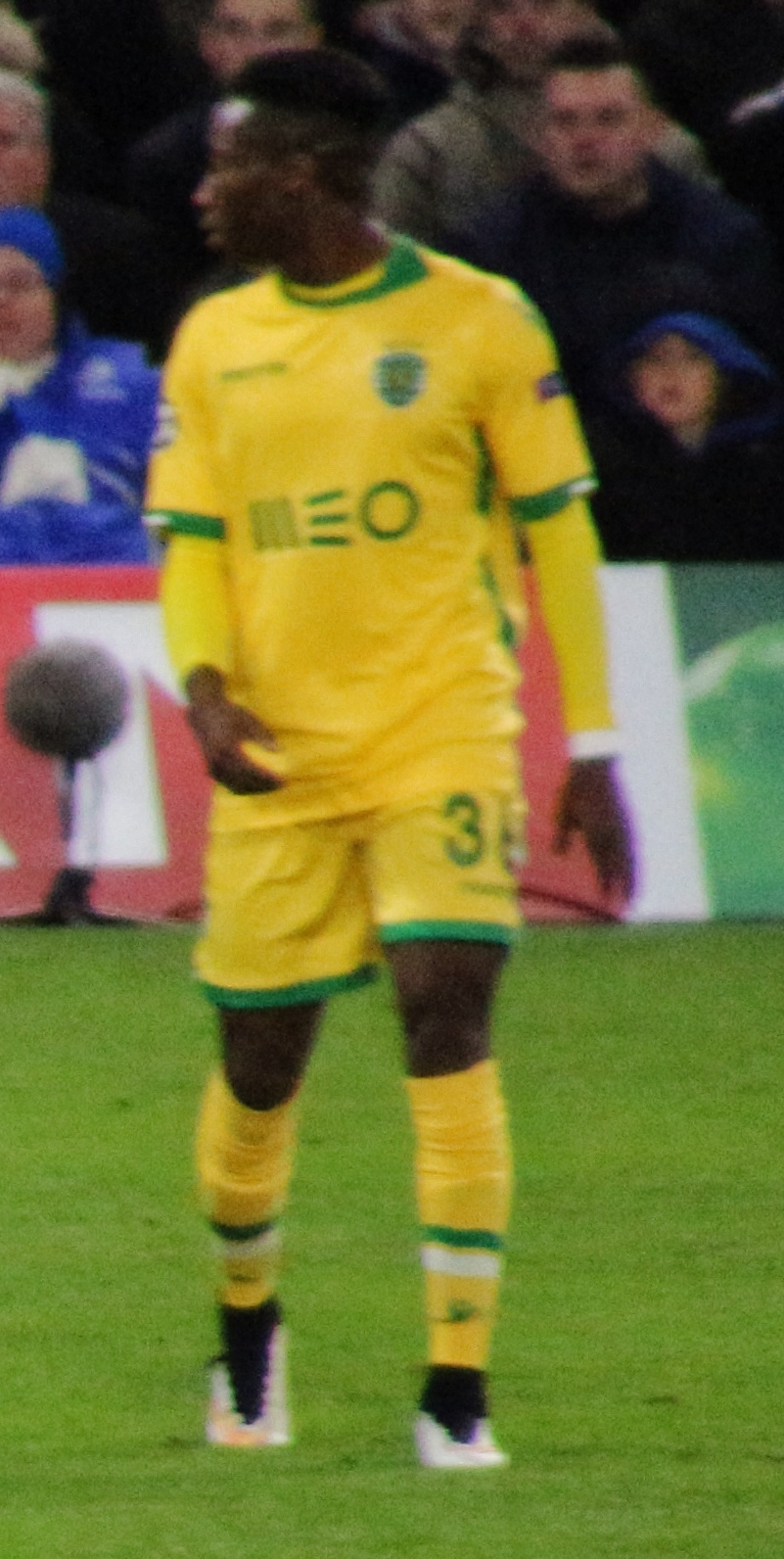
Мане в составе «Спортинга»

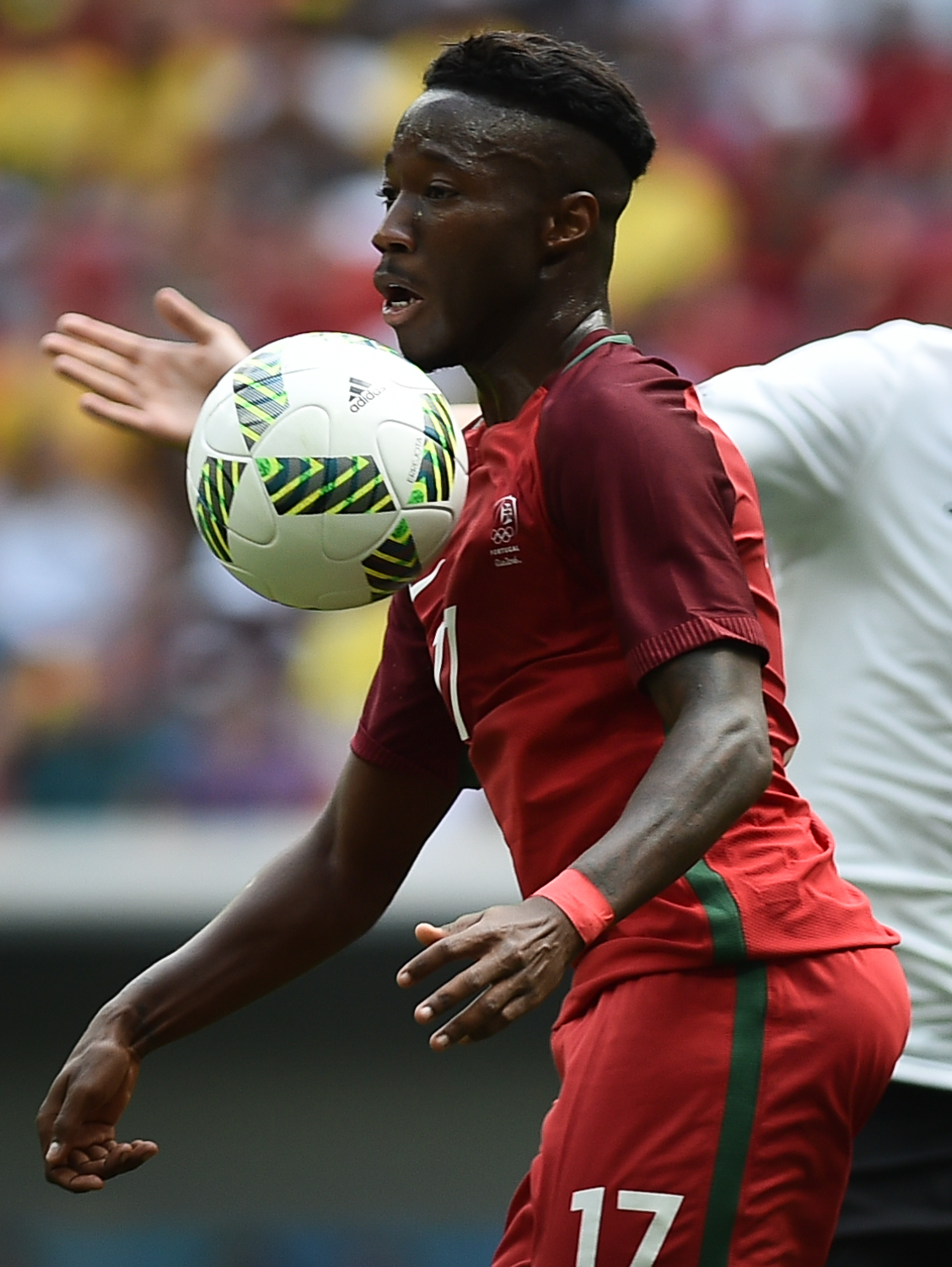
Мане в составе олимпийской сборной Португалии

Мане — воспитанник клуба «Спортинг» из своего родного города. 5 октября 2013 года в матче против «Витории Сетубал» он дебютировал в Сангриш лиге. 15 февраля 2014 года в поединке против «Ольяненсе» Карлуш забил свой первый гол за «львов». В 2015 году он завоевал Кубок Португалии вместе со «Спортингом». 30 июля клуб продлил контракт с Мане до 2020 года, с суммой отступных 60 млн евро.
Летом 2016 года Карлуш на правах аренды перешёл в немецкий «Штутгарт». Соглашение рассчитано на два года. 3 октября в матче против «Гройтера» он дебютировал во Второй Бундеслиге. В этом же поединке Мане сделал «дубль», забив свои первые голы за новую команду. По итогам сезона он помог клубу выйти в элиту. В апреле 2017 года Мане потребовалась операция на правом колене, после которой он долго восстанавливался, пропустив концовку сезона 2016/17 и первую половину 2017/18. Из-за новой травмы правого бедра, полученной в начале 2018 года, вынужден был пропустить и вторую половину сезона 2017/18.
В 2019 году Мане на правах аренды перешёл в берлинский «Унион». 4 февраля в матче против «Санкт-Паули» он дебютировал за новый клуб. Летом того же года Мане перешёл в «Риу Аве». 8 сентября в матче против «Витории Гимарайнш» он дебютировал за новую команду. 9 ноября в поединке против «Витории Сетубал» Карлуш забил свой первый гол за «Риу Аве». В 2021 году Мане перешёл в турецкий «Кайсериспор». 14 августа в матче против «Алтая» он дебютировал в турецкой Суперлиге. 15 января 2022 года в поединке против «Адана Демирспор» Карлуш забил свой первый гол за «Кайсериспор». 

## Международная карьера
В 2013 году Мане в составе сборной Португалии до 19 лет принял участие в юношеском чемпионате Европы в Литве. На турнире он сыграл в матчах против команд Испании, Нидерландов, Литвы и Сербии. В поединке против литовцев Карлуш забил гол.
В 2015 году в составе молодёжной сборной Португалии Мане завоевал серебряные медали молодёжного чемпионата Европы в Чехии. На турнире он сыграл в матчах против сборных Англии и Италии.
В 2016 году Карлуш в составе олимпийской сборной Португалии принял участие в Олимпийских играх в Рио-де-Жанейро. На турнире он сыграл в матчах против команд Гондураса, Алжира и Германии.
В 2023 году в отборочном матче Кубка Африки 2023 против сборной Сьерра-Леоне Мане дебютировал за сборную Гвинеи-Бисау. В 2024 году Карлуш принял участие в Кубке Африки 2023 в Кот-д’Ивуаре. На турнире он сыграл в матчах против сборных Кот-д’Ивуара и Экваториальной Гвинеи.

## Достижения
«Спортинг»
- Обладатель Кубка Португалии: 2014/15
- Обладатель Суперкубка Португалии: 2015

Португалия (до 20)
- Серебряный призёр молодёжного чемпионата Европы: 2015